# سینسیناتی (اوهایو)
سینسیناتی (به انگلیسی: Cincinnati) شهری است در ایالت اوهایو و مرکز شهرستان همیلتون کشور ایالات متحده آمریکا است. این شهر مرکز فرهنگی و هنری منطقه شهری سینسیناتی و دارای قدرتمندترین رشد اقتصادی در میان ایالت‌های غرب میانه آمریکا براساس افزایش تولید اقتصادی است.
در قرن نوزدهم سینسیناتی یکی از شهرهای با رشد انفجاری در میانه کشور بود. سینسیناتی اولین شهری است که پس از انقلاب آمریکا بنیان گذاشته شد و همچنین اولین شهر بزرگ درون سرزمینی کشور بود.
سینسیناتی خانه سه تیم بزرگ ورزشی: سینسیناتی ردز از لیگ برتر بیسبال، سینسیناتی بنگالز از لیگ ملی فوتبال آمریکایی و اف سی سینسیناتی از لیگ برتر فوتبال ایالات متحده آمریکا است. بزرگ‌ترین مرکز تحصیلات عالیه شهر دانشگاه سینسیناتی است که در ۱۸۱۹ بنیان گذاشته شده و یکی از ۵۰ کالج شهری برتر در ایالات متحده است. سینسیناتی خانه بناهای تاریخی بسیاری است که در مرکز شهر برای ۲۰۰ سال دست نخورده باقی مانده‌اند. در اواخر قرن نوزدهم سینسیناتی عموماً به خاطر چنین بناهای معماری زیبایی چون تالار موسیقی، هتل سینسیناتین و فروشگاه بزرگ شیلیتو ملقب به پاریس آمریکا شده بود. این شهر همچنین محل تولد ویلیام هوارد تافت بیست و هفتمین رئیس‌جمهور آمریکاست.
این شهر نام خود را از یک دیکتاتور رومی به‌نام لوکیوس کوینکتیوس کینکیناتوس که در سده پنجم پیش از میلاد می‌زیست گرفته است. او یک کشاورز بود که جمهوری روم را در نبردی رهبری کرد و چون پیروزمند شد، او را موقتاً دیکتاتور ساختند؛ اما او مدتی بعد از این منصب کناره‌گرفته و به مزرعه خود بازگشت تا به گاوآهن مشغول شود.

## جستارهای وابسته

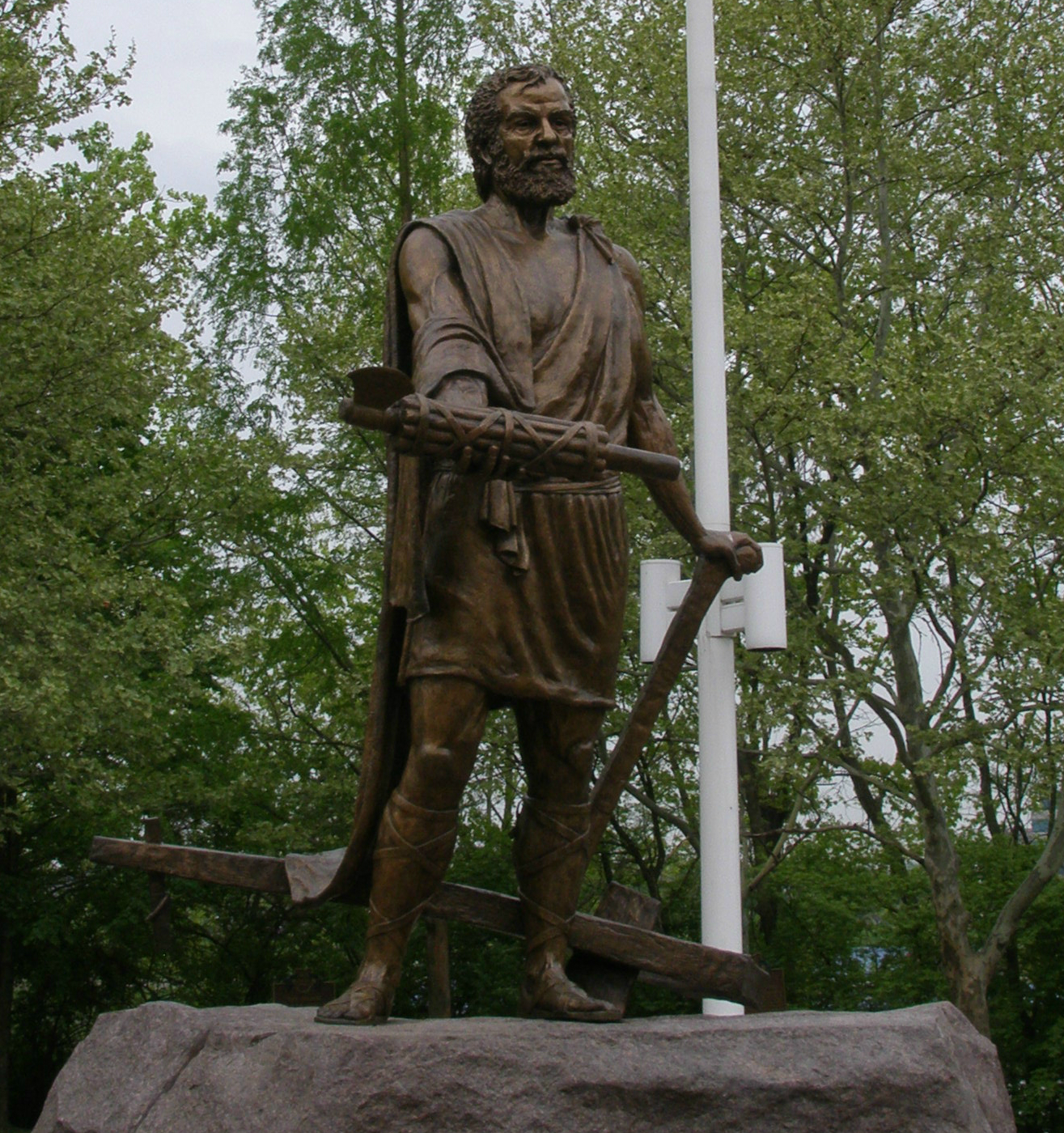
تندیس برنزین از لوکیوس کوینکتیوس کینکیناتوس در شهر سینسیناتی که یک گاوآهن و یک تبرپوش را توأمان در دست دارد.

## مراکز گردشگری
- بوستان گیاه‌شناسی و باغ وحش سینسینتی

## مراکز علمی-فرهنگی
- دانشگاه سینسینتی
- دانشگاه میامی
- دانشگاه زویر
- دانشگاه شمال کنتاکی
- کتابخانه عمومی سینسینتی و شهرستان همیلتون

## پیوند به بیرون

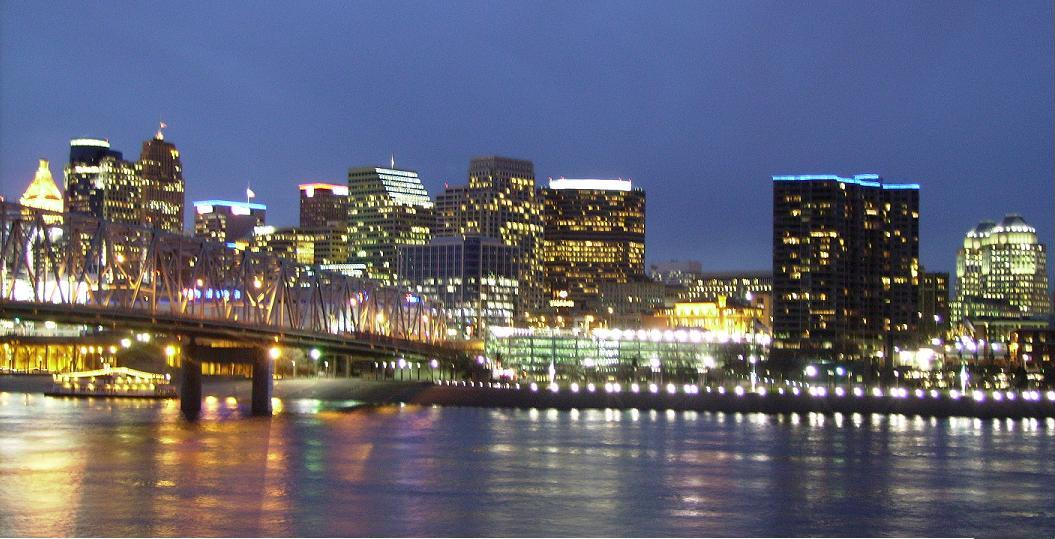
شهر سینسینتی بر کرانه رودخانه اوهایو